# 蹄鉄理論

蹄鉄理論は、極右と極左は各メンバーが認めている以上に多数の類似性があるとする。

蹄鉄理論（ていてつりろん、英語: Horseshoe theory）はフランスの作家ジャン＝ピエール・ファイユによって提唱された政治学における理論の一つで、通常は正反対にあるとみなされている極右と極左は、蹄鉄(馬蹄)の先の形状のように、実際には相互に類似性が認められるとする理論。

## 概要
蹄鉄理論は、多数の多面的な政治的スペクトルにおける線状に継続する左翼・右翼という伝統的な認識を批判する。この理論の提唱者は、極左と極右の間の類似性を指摘する。特に両者は権威主義的な要素を共有している。社会主義など極左的な政治体制では、政府が経済資源の管理を握る。ファシズムなど極右的な政治体制でも、政府が経済生活の管理を握り、中央集権的な統制経済を実施する。いずれの急進主義でも権力を獲得したエリートが、自由で公正な選挙や、言論の自由や民主的な組織などに反対し、政治的な集権制を形成する、とする。

## 批判・批評
蹄鉄理論の批判には、この理論は信頼性に欠けているとしているという声もある。
レディング大学のPeter Barkerの書籍や、シェフィールド大学のPeter Thompsonは、この理論は「正統性を増している」とし、「左派政党と右派政党は中道よりも近い」と見ている。